# Суперкубок Сан-Марино з футболу 2006
Суперкубок Сан-Марино з футболу 2006 — 21-й розіграш турніру, який в той час мав назву Трофео Федерале. Переможцем вперше стала Мурата.

## Учасники
- Чемпіонат Сан-Марино:
  - Чемпіон: Мурата
  - Срібний призер: Пеннаросса
- Кубок Сан-Марино:
  - Переможець: Лібертас
  - Фіналіст: Тре Пенне

## Півфінали
| Команда 1       | Рахунок | Команда 2  |
| --------------- | ------- | ---------- |
| 20 вересня 2006 |         |            |
| Мурата          | 3:2     | Тре Пенне  |
| Лібертас        | 3:1     | Пеннаросса |

## Фінал
| Команда 1       | Рахунок | Команда 2 |
| --------------- | ------- | --------- |
| 27 вересня 2006 |         |           |
| Лібертас        | 1:2     | Мурата    |